# Selenophoma juncea
Selenophoma juncea är en svampart som först beskrevs av Jean François Montagne, och fick sitt nu gällande namn av Arx 1957. Selenophoma juncea ingår i släktet Selenophoma och familjen Dothioraceae.   Inga underarter finns listade i Catalogue of Life.